# مارك ك. هيلتون
مارك ك. هيلتون (بالإنجليزية: Mark K. Hilton)‏ هو سياسي أمريكي، ولد في 18 أبريل 1966 في الولايات المتحدة. حزبياً، نشط في الحزب الجمهوري. وقد انتخب عضو مجلس نواب كارولينا الشمالية.